# Estepa
Estepa – gmina w Hiszpanii, w prowincji Sewilla, w Andaluzji, o powierzchni 189,97 km². W 2011 roku gmina liczyła 12 671 mieszkańców. Estepa ma bardzo starą przeszłość i  dobrze zachowane szczątki, które o tym świadczą.